# Sainte-Florence (Vendée)
Pour les articles homonymes, voir Sainte-Florence.
Sainte-Florence est une commune française située dans le département de la Vendée en région Pays de la Loire.
Célèbre carrefour et relais de poste des Quatre-Chemins-de-l'Oie (entre Nantes-Bordeaux et Paris-Les Sables-d'Olonne), elle est l'une des quatre communes déléguées d’Essarts en Bocage du 1er janvier 2016 au 31 décembre 2023. Le 1er janvier 2024, la commune est rétablie avec celle voisine de L’Oie.

## Géographie
Le territoire municipal de Sainte-Florence s'étend sur 1 731 hectares. L'altitude moyenne de la commune est de 91 mètres, avec des niveaux fluctuant entre 48 et 107 mètres,.
Située dans la région du Bas-Bocage, à prédominance rurale et aux paysages boisés, elle se signale notamment par la vaste forêt domaniale de l'Herbergement, qui doit son nom à la Seigneurie dont elle dépendait au Moyen Âge, le château de l'Herbergement-Ydreau et dont chênes et charmes couvrent plus de 250 hectares. La commune est traversée par la route départementale 160.

## Urbanisme

### Typologie
Au 1er janvier 2024, Sainte-Florence est catégorisée bourg rural, selon la nouvelle grille communale de densité à sept niveaux définie par l'Insee en 2022.
Elle appartient à l'unité urbaine de Sainte-Florence, une agglomération intra-départementale regroupant deux  communes, dont elle est ville-centre,,. Par ailleurs la commune fait partie de l'aire d'attraction d'Essarts en Bocage, dont elle est une commune du pôle principal,. Cette aire, qui regroupe 6 communes, est catégorisée dans les aires de moins de 50 000 habitants,.

## Toponymie
La commune de Sainte-Florence a été créée en 1895, en même temps que la commune de L'Oie, par démembrement de la commune de Sainte-Florence-de-l'Oie ; cette dernière avait porté, durant la Révolution, le nom de L'Hébergement-Idreau.

## Histoire
Première mention du village de Sainte Florence en 1306.
Source : De lhommeau Louis, Églises de Vendée du XIe à nos jours, Archives départementales de Vendée
BIB MEM 615/1-2.
Lors de la guerre de Vendée, mais déjà à la Révolution, la forêt de l'Herbergement fut le théâtre de nombreux combats entre républicains et vendéens, à proximité des Quatre-Chemins-de-l'Oie. C'est là que, le 8 décembre 1793, le général Charette attaque et enlève en une demi-heure un camp de 2 000 républicains.
Le 1er janvier 2016, elle devient l'une des quatre communes déléguées des Essarts en Bocage.
Après plusieurs pétitions issues d'un collectif mené par l'ancien président de la communauté de communes du Pays-des-Essarts, et une enquête publique prescrite par le préfet de la Vendée, ce dernier, contre l'avis du conseil municipal d'Essarts en Bocage, et contre l'avis du commissaire enquêteur nommé par lui-même, décide le 19 octobre 2023 le rétablissement des communes de Sainte-Florence et L'Oie au 1er janvier 2024,.

## Politique et administration

### Liste des maires
| Période                                  | Période          | Identité         | Étiquette | Qualité               |
| ---------------------------------------- | ---------------- | ---------------- | --------- | --------------------- |
| avant 1995                               | Mars 2014        | Jean-Paul Croué  | DVD       |                       |
| 28 mars 2014                             | 31 décembre 2015 | Freddy Piveteau  | DVD       | Professeur des écoles |
| 22 mars 2024                             |                  | Christelle Gréau |           | Secrétaire comptable  |
| Les données manquantes sont à compléter. |                  |                  |           |                       |

À la suite du rétablissement de la commune de Sainte-Florence, le préfet nomme une délégation spéciale chargée de gérer les affaires courantes à compter du 1er janvier 2024.

### Liste des maires délégués
| Période         | Période          | Identité                | Étiquette | Qualité               |
| --------------- | ---------------- | ----------------------- | --------- | --------------------- |
| 12 janvier 2016 | 26 mai 2020      | Freddy Piveteau         |           | Professeur des écoles |
| 26 mai 2020,    | 31 décembre 2023 | Cathy Piveteau Canlorbe |           |                       |

## Population et société

### Démographie

#### Évolution démographique
L'évolution du nombre d'habitants est connue à travers les recensements de la population effectués dans la commune depuis 1800. Pour les communes de moins de 10 000 habitants, une enquête de recensement portant sur toute la population est réalisée tous les cinq ans, les populations de référence des années intermédiaires étant quant à elles estimées par interpolation ou extrapolation. Pour la commune, le premier recensement exhaustif entrant dans le cadre du nouveau dispositif a été réalisé en 2007.

En 2022, la commune comptait 1 338 habitants, en évolution de +7,99 % par rapport à 2016 (Vendée : +5,33 %, France hors Mayotte : +2,11 %).
| 1800 | 1806 | 1821  | 1831  | 1836  | 1841  | 1846  | 1851  | 1856  |
| ---- | ---- | ----- | ----- | ----- | ----- | ----- | ----- | ----- |
| 567  | 993  | 1 223 | 1 076 | 1 369 | 1 424 | 1 515 | 1 547 | 1 537 |

| 1861  | 1866  | 1872  | 1876  | 1881  | 1886  | 1891  | 1896 | 1901 |
| ----- | ----- | ----- | ----- | ----- | ----- | ----- | ---- | ---- |
| 1 598 | 1 550 | 1 580 | 1 572 | 1 665 | 1 710 | 1 786 | 835  | 794  |

| 1906 | 1911 | 1921 | 1926 | 1931 | 1936 | 1946 | 1954 | 1962 |
| ---- | ---- | ---- | ---- | ---- | ---- | ---- | ---- | ---- |
| 790  | 751  | 674  | 674  | 627  | 664  | 663  | 624  | 660  |

| 1968 | 1975 | 1982 | 1990 | 1999 | 2006 | 2007 | 2012  | 2017  |
| ---- | ---- | ---- | ---- | ---- | ---- | ---- | ----- | ----- |
| 685  | 647  | 724  | 730  | 857  | 975  | 992  | 1 212 | 1 259 |

| 2022  | - | - | - | - | - | - | - | - |
| ----- | - | - | - | - | - | - | - | - |
| 1 338 | - | - | - | - | - | - | - | - |

#### Pyramide des âges
La population de la commune est relativement jeune. Le taux de personnes d'un âge supérieur à 60 ans (14,4 %) est en effet inférieur au taux national (21,6 %) et au taux départemental (25,1 %).
Contrairement aux répartitions nationale et départementale, la population masculine de la commune est supérieure à la population féminine (51,7 % contre 48,4 % au niveau national et 49 % au niveau départemental).
La répartition de la population de la commune par tranches d'âge est, en 2007, la suivante :
- 51,7 % d'hommes (0 à 14 ans = 20,7 %, 15 à 29 ans = 21,6 %, 30 à 44 ans = 25,5 %, 45 à 59 ans = 20,1 %, plus de 60 ans = 12,1 %) ;
- 48,3 % de femmes (0 à 14 ans = 22,1 %, 15 à 29 ans = 23,4 %, 30 à 44 ans = 23,4 %, 45 à 59 ans = 14,2 %, plus de 60 ans = 16,9 %).

| Hommes | Classe d’âge | Femmes |
| ------ | ------------ | ------ |
| 0,2    | 90 ans ou +  | 0,6    |
| 4,7    | 75 à 89 ans  | 6,3    |
| 7,2    | 60 à 74 ans  | 10,0   |
| 20,1   | 45 à 59 ans  | 14,2   |
| 25,5   | 30 à 44 ans  | 23,4   |
| 21,6   | 15 à 29 ans  | 23,4   |
| 20,7   | 0 à 14 ans   | 22,1   |

| Hommes | Classe d’âge | Femmes |
| ------ | ------------ | ------ |
| 0,4    | 90 ans ou +  | 1,2    |
| 7,3    | 75 à 89 ans  | 10,6   |
| 14,9   | 60 à 74 ans  | 15,7   |
| 20,9   | 45 à 59 ans  | 20,2   |
| 20,4   | 30 à 44 ans  | 19,3   |
| 17,3   | 15 à 29 ans  | 15,5   |
| 18,9   | 0 à 14 ans   | 17,4   |

## Culture locale et patrimoine

### Lieux et monuments
- Vestiges d'un gisement de bronze
- Église Sainte-Florence du XIXe siècle
- Manoir du Grand-Logis du XVIe siècle
- Gare des Quatre-Chemins-de-l'Oie (propriété privée)
- Espace Chaissac, muséographie Gaston Chaissac, situé à l'endroit même où a vécu la famille Chaissac.
- Latrines peintes par Chaissac en 1967, classées monument historique, totems, collages...

### Personnalités liées à la commune
- Daniel François de La Douespe du Fougerais (1729-1793), officier des armées vendéennes lors de la première insurrection vendéenne.
- Benjamin François Ladouespe Dufougerais (1766-1821), homme politique français du XIXe siècle, fils du précédent.
- Gaston Chaissac (1910-1964), peintre et sculpteur atypique, vécut pendant 13 ans à Sainte-Florence où son épouse était institutrice. Il y rédigea, à partir de 1954, ses Chroniques de l'Oie pour La Nouvelle Revue française.